# Glycidylaldehyde
Glycidylaldehyde is een organische verbinding die bestaat uit een epoxide verbonden met een aldehydegroep.

## Synthese
Glycidylaldehyde kan bereid worden door de oxidatie van acroleïne met bijvoorbeeld waterstofperoxide. Daarbij wordt ook glyceraldehyde gevormd.

## Toepassingen
Glycidylaldehyde werd in het verleden gebruikt bij de behandeling van wol en bij het leerlooien. Het is ook gebruikt bij het hechten van wonden. Vanwege zijn tweevoudige functionaliteit (een epoxide en een aldehyde) is het een zeer reactieve verbinding en kan de stof gebruikt worden voor de synthese van andere verbindingen en als co-monomeer of crosslinker voor polymeren.
In de diergeneeskunde wordt de stof ingezet als inactiverend middel voor het mond-en-klauwzeervirus. Glycidylaldehyde wordt verder ook toegepast bij de bereiding van antiserum om dieren te beschermen tegen die ziekte.

## Toxicologie en veiligheid
Glycidylaldehyde is een licht ontvlambare vloeistof, iets zwaarder dan water. Dampen kunnen ontplofbare mengsels vormen met lucht.
Glycidylaldehyde is carcinogeen gebleken bij dierproeven; bij de mens zijn geen gegevens bekend. De stof is door de IARC ingedeeld bij groep 2B, als mogelijk kankerverwekkend voor de mens.
Glycidaldehyde is irriterend voor de huid en matig irriterend voor de ogen en de luchtwegen.